# Poslovnež
Poslôvnež (tudi bíznismen - iz angleščine: businessman, ženska oblika poslovnica, poslovna ženska) je človek, ki pomembno prispeva k poslovanju podjetja. Po navadi je vključen v upravljanje podjetja (menedžment), ali pa deluje samostojno, s svojim ali s kapitalom vlagateljev prevzema in prodaja podjetja, služi z globalnimi posli nakupa in prodaje na velikih svetovnih borzah.
Za poslovneže je značilen precej strog slog oblačenja, zaradi česar se o njih govori tudi kot o »ljudeh z belimi ovratniki« (primerjaj npr. frazo: kriminal belih ovratnikov).
Zelo uspešen (in bogat) poslovnež se imenuje tudi magnat ali tajkun. Beseda tajkun ima pri tem izrazito slabšalni prizvok.